# Izvoru Dulce (gmina Beceni)
Izvoru Dulce – wieś w Rumunii, w okręgu Buzău, w gminie Beceni. W 2011 roku liczyła 846 mieszkańców.